# Staro mestno jedro Lvova
Staro mestno jedro Lvova (ukrajinsko Старе Місто Львова, latinizirano: Stare Misto L’vova; poljsko Stare Miasto we Lwowie) je zgodovinsko središče mesta Lvov, znotraj Lvovske oblasti (province) v Ukrajini, ki je priznana kot Državno zgodovinsko-arhitekturno svetišče leta 1975.

## UNESCO
Leta 1998 je Organizacija Združenih narodov za izobraževanje, znanost in kulturo (UNESCO) uvrstila zgodovinsko središče Lvova na 120 hektarjih na seznam 'svetovne dediščine'. 5. decembra 1998 je bil Lvov med 22. zasedanjem Odbora za svetovno dediščino v Kjotu (Japonska) uvrščen na Unescov seznam svetovne dediščine. Unesco je podal naslednjo izjavo, v kateri je pojasnil svoj izbor:
Merilo ii: Lvov je v svoji urbani strukturi in arhitekturi izjemen primer zlitja arhitekturnih in umetniških tradicij vzhodne Evrope s tradicijami Italije in Nemčije.
Kriterij v: Politična in komercialna vloga Lvova je k sebi pritegnila številne etnične skupine z različnimi kulturnimi in verskimi tradicijami, ki so znotraj mesta ustanovile ločene, a soodvisne skupnosti, kar je še vedno vidno v sodobni mestni pokrajini.
Ozemlje Ansambla zgodovinskega središča Lviva obsega 120 hektarjev staroruskega in srednjeveškega dela mesta ter ozemlje cerkve sv. Jurija na hribu sv. Jurija. Varovalno območje zgodovinskega središča, ki je opredeljeno z mejami zgodovinskega območja obsega približno 3000 hektarjev.

## Seznam predstavljenih znamenitosti
Poleg naštetih treh večjih območij je na območju starega mestnega jedra še približno 2007 drugih zgodovinskih znamenitosti, od katerih jih 214 velja za državne znamenitosti.
Pidžamče (podgrad)
- Visoki grad in podgrajska soseska, prvotno središče mesta, ki vsebuje tudi sosesko Stari trg; grad je ohranjen v ruševinah, vendar je splošno območje mesta bolj znano po njegovem imenu
- Cerkev sv. Nikolaja, družinska cerkev galicijskih (rutenskih) kraljev
- Cerkev sv. Paraskeve-Praxedia (Veliki petek), vsebuje inkonostas cerkve iz leta 1740, avtor Fedor Senkovič
- Cerkev sv. Onufrija in bazilijanski samostan, vsebuje umetnini Lazarja Paslavskega in Modesta Sosenka
- Cerkev sv. Janeza Krstnika (danes – Muzej starodavnih relikvij v Lvovu); cerkev je bila posvečena madžarski ženi kralja Lea, Konstance, hči kralja Béla IV.
- Cerkev Marije Snežne (danes – Cerkev Naše Gospe nenehne Pomoči), cerkev nemških kolonistov mesta

Seredmistia (Srednje mesto)
- Ansambel Trga Rinok, vsebuje Lvovsko mestno hišo (sredina) in kvadratni obod stanovanj, ki jo obkrožajo
- Ansambel cerkve Marijinega vnebovzetja poleg cerkve vključuje kapelo treh prelatov in Kornjaktov stolp
- Ansambel armenske cerkve, poleg cerkve, vključuje zvonik, steber s kipom sv. Krištofa, stavbo nekdanje armenske banke, palačo armenskih nadškofov, benediktinski armenski samostan
- Ansambel latinske metropolitanske cerkvee, poleg cerkve sv. Marije vključuje kapelo Bojimiv in kapelo Kampianiv
- Ansambel Bernardinskega samostana (zdaj cerkev sv. Andreja), vključuje cerkevo, samostan, zvonik, rotundo, okrasno kolo in obrambne zidove
- Ansambel jezuitske katedrale in kolegija
- Ansambel dominikanske cerkve (zdaj cerkev sv. Evharistije), poleg cerkve še samostan in zvonik
- Mestne utrdbe vključujejo mestni arzenal, smodniški stolp, stolp strugarjev in vrvarjev, kraljevi arzenal, bastion spodnjega obrambnega zidu
- Hiša zavarovalnice Dnester.

Cerkev sv. Jurija, Zmajeborca
- Cerkev sv. Jurija, Lvov; poleg cerkve vključuje Metropolitansko palačo, kapiteljsko hišo, zvonik in ograjo z dvojimi vrati (tržna in mestna)

Znamenitosti starega mesta, ki niso del svetovne dediščine
- Cerkev bosih karmeličank (danes – cerkev sv. Mihaela)
- Cerkev Gospodovega darovanja; cerkev in samostan bosih karmeličank (danes – Cerkev očiščenja)
- Cerkev klaris (danes Muzej sakralne baročne plastike)
- Cerkev sv. Martina (danes – Baptistična cerkev)
- Cerkev Preobrazbe Gospodove
- Cerkev sv. Kazimirja
- Lvovsko gledališče opere in baleta
- Palača Potockih, trenutno rezidenca predsednika Ukrajine
- Blagovna borza